# Angst (сингл Rammstein)
«Angst»(«Страх») — пісня німецького гурту Rammstein, яка була випущена як кліп 29 квітня 2022 року паралельно з виходом восьмого студійного альбому Zeit. 26 серпня 2022 року він також був випущений як четвертий сингл з альбому. Пісня була написана і продюсована групою разом з Олсеном Інвольтіні. Музичне відео зняв режисер Роберт Гвісдек (також відомий як «Captain Peng»).
27 квітня, за два дні до запланованої дати релізу, група опублікувала 30-секундний відео-тизер в Інтернеті

## Музика та текст
Visions описує музику як «стоїчну індустріальну з характерними рифами stop-and-go». За словами Крістіни Баум (Rolling Stone), пісня є «висловлюванням расистських, ксенофобських поглядів». Текст посилається, серед іншого, на фігуру дитячого терору чорношкірої людини.
Після звинувачень у сексуальному насильстві проти Тілля Ліндеманна у 2023 році він заспівав наживо «всі бояться Ліндеманна», що було сприйнято як провокація автором taz.

## Музичне відео
На початку музичне відео показує шість учасників гурту на круглій ділянці землі на рівних за розміром ділянках, усі добре ладнають один з одним. Фронтмена Тілля Ліндеманна приводять до аналоя моторошно нафарбовані вболівальниці в гамівній сорочці та підключають до шлангів, після чого він починає звертатися до невидимого натовпу. Поступово учасники гурту стають все більш скептично налаштованими щодо свого оточення чи побратимів, тому будують стіни, встановлюють відеокамери, розгортають колючий дріт та закуповують автомати. Тим часом учасники гурту також сидять перед моніторами комп'ютерів і буквально вбирають вміст. Ближче до кінця, коли музиканти наводять зброю на монітори, розташовані на невеликих «ділянках» кола, відкривається чорна діра та охоплює групу. Вкрапленнями є сцени черлідерів, які ритмічно рухаються до камери у формації трикутника, можливо, посилаючись на традиційний новозеландський танець хака. Ще до початку музики та в кінці відео молоду жінку і дівчину також можна побачити, загорнуті в ковдри та оточені колючим дротом.

## Критичний прийом
Consequence Sound дав «Angst» позитивний відгук, надавши йому свою пісню тижня на славу. Джон Хадусек заявив: «Angst — це металева дробарка, структурована навколо щільного центрального рифу, який рухається вперед. Тим часом зловісні співи хору та неймовірно глибокий голос фронтмена Тілля Ліндеманна нашаровуються серед звукової сутички». У той час як Джек Роджерс, який пише для Rock Sounds, стверджує, що «це унікальний погляд на те, як ми споживаємо медіа і що вони роблять з нами, а також неймовірно темний і дискомфортний».

## Чарт
| Чарт (2022)                  | Найвища позиція |
| ---------------------------- | --------------- |
| Австрія (Ö3 Austria Top 75)  | 21              |
| Німеччина (Media Control AG) | 5               |
| Угорщина (Single Top 40)     | 11              |
| Швеція (Sverigetopplistan)   | 71              |
| Швейцарія (Media Control AG) | 19              |